# 馬羅考環礁

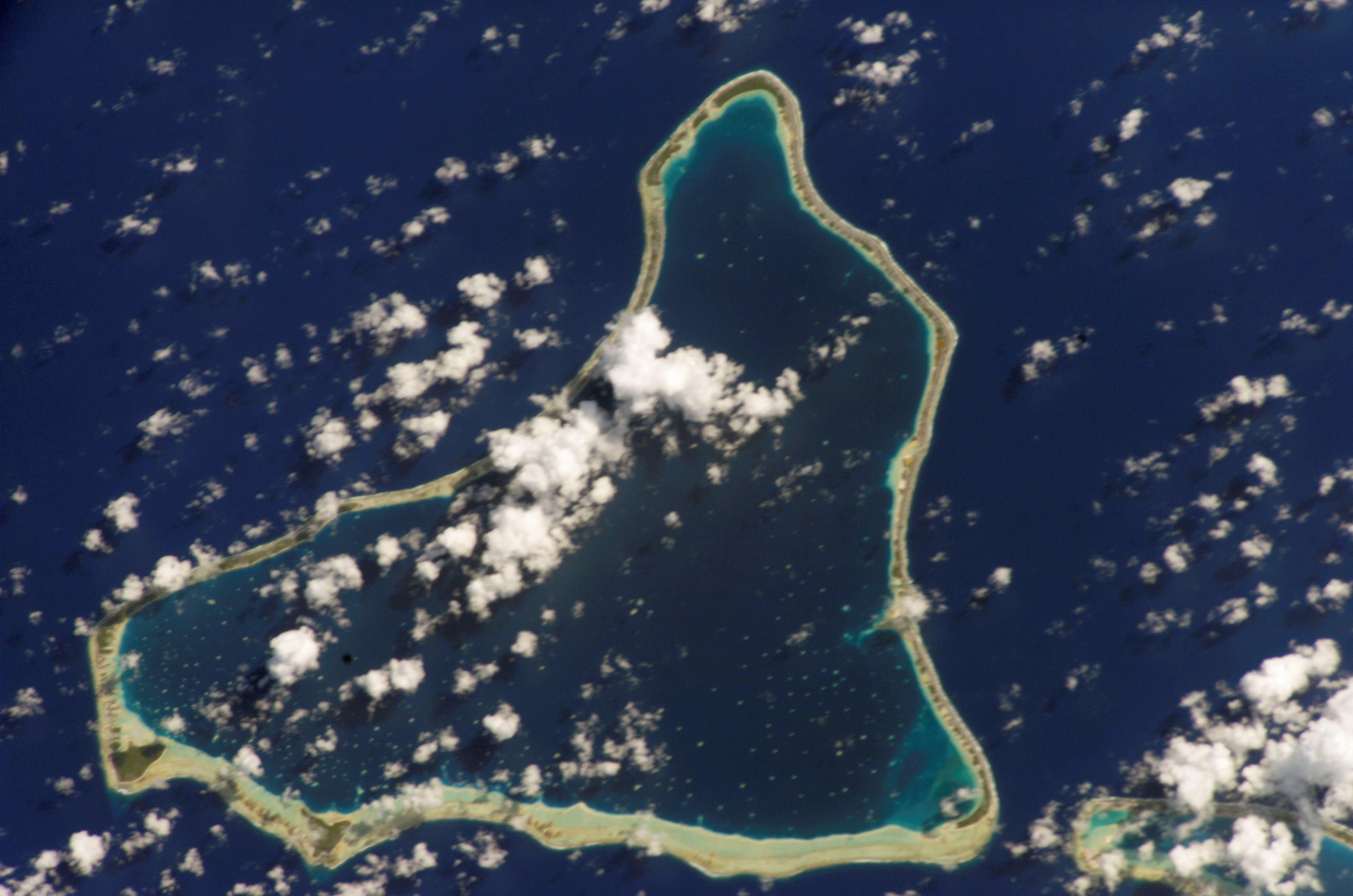
马罗考环礁的卫星图

馬羅考環礁（Marokau）是南太平洋法屬波利尼西亞的環礁，屬於土阿莫土群島和雙子群島的一部分，位於希庫埃魯環礁東南53公里，由希库埃鲁市镇管辖，長21公里、寬20公里，土地面積7.5平方公里，潟湖面積216平方公里，2007年人口99。

## 外部連結
- Atoll list (in French) （页面存档备份，存于）

18°04′S 142°16′W / 18.067°S 142.267°W